# Hypena directa
Hypena directa är en fjärilsart som beskrevs av Fletcher 1961. Hypena directa ingår i släktet Hypena och familjen nattflyn. Inga underarter finns listade i Catalogue of Life.